# Berth Milton Jr.
Berth Helmer Milton, född 31 juli 1955 i Själevad, är en svensk företagare i pornografibranschen.

## Biografi
Berth Milton Jr. är son till fotografen och porrförläggaren Berth Milton Sr. och Eva Ropponen från Finland. Milton växte huvudsakligen upp i Örebro. Efter grundskolan tog han värvning som sjöman och seglade bland annat på Sydamerika. Han ägnade sig därefter åt affärsverksamheter i Stockholm. Bland annat drev han ett gym och spekulerade i fastigheter innan han i början av 1990-talet övertog sin fars koncern Private Media Group med dess huvudtidning Private. 
Under hans ledning expanderade företagsgruppen kraftigt och Private-koncernen noterades 1999 på den amerikanska NASDAQ-börsen. 2001 presenterade Veckans Affärer sin årliga lista över Sveriges rikaste personer. Berth Milton hamnade på 29:e plats, med tillgångar värda omkring tre miljarder kronor. Bara under år 2000 hade han ökat sin förmögenhet med en miljard. Dock gjorde han därefter kraftiga ekonomiska förluster och avgick från posten som VD år 2002. Han förblev dock styrelseordförande. Hösten 2003 återkom han som VD. 
Den 1 november 2007 berättade Milton för TV-programmet Insider i TV3 att han ägde 10 procent av AIK med hjälp av aktier och att han siktade på ett dominerande ägande. Den 20 november korrigerades aktiesiffran formellt från Finansinspektionen till att Milton ägde 8,4 procent av aktierna och 4,4 procent av rösterna. Den 12 maj 2008 meddelade Milton att han sålt sina samtliga 708 500 aktier för 10,50 kronor till okända köpare. Han sålde sina 8 procent till samma kurs som han året innan hade köpt dessa.
2010 tvingades Milton, efter en intern strid i koncernen, bort från Private Media Group.